# ألان ودمان
ألان ودمان (بالإنجليزية: Alan Woodman)‏ هو لاعب كرة قدم أسترالية أسترالي، ولد في 7 يونيو 1955، وتوفي في 8 مايو 2014 في غيلونغ في أستراليا.

## وصلات خارجية
- ألان ودمان على موقع AustralianFootball.com (الإنجليزية)
- ألان ودمان على موقع AFLtables.com (الإنجليزية)